# Universität Patras

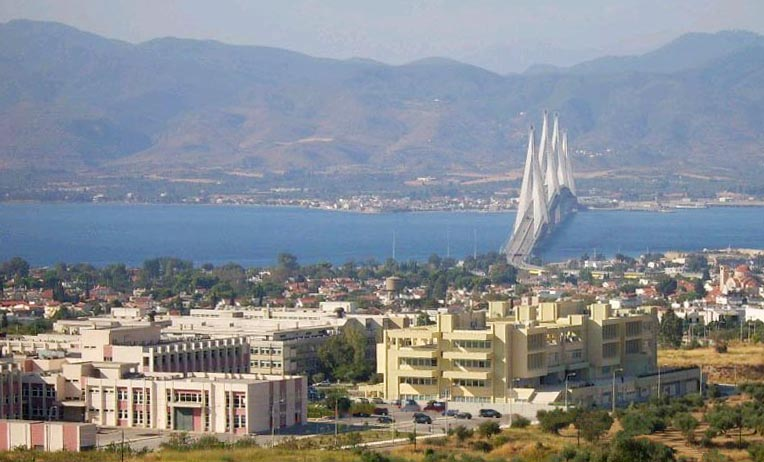
Der Campus und die Ortschaft Rio mit der Rio-Andirrio-Brücke

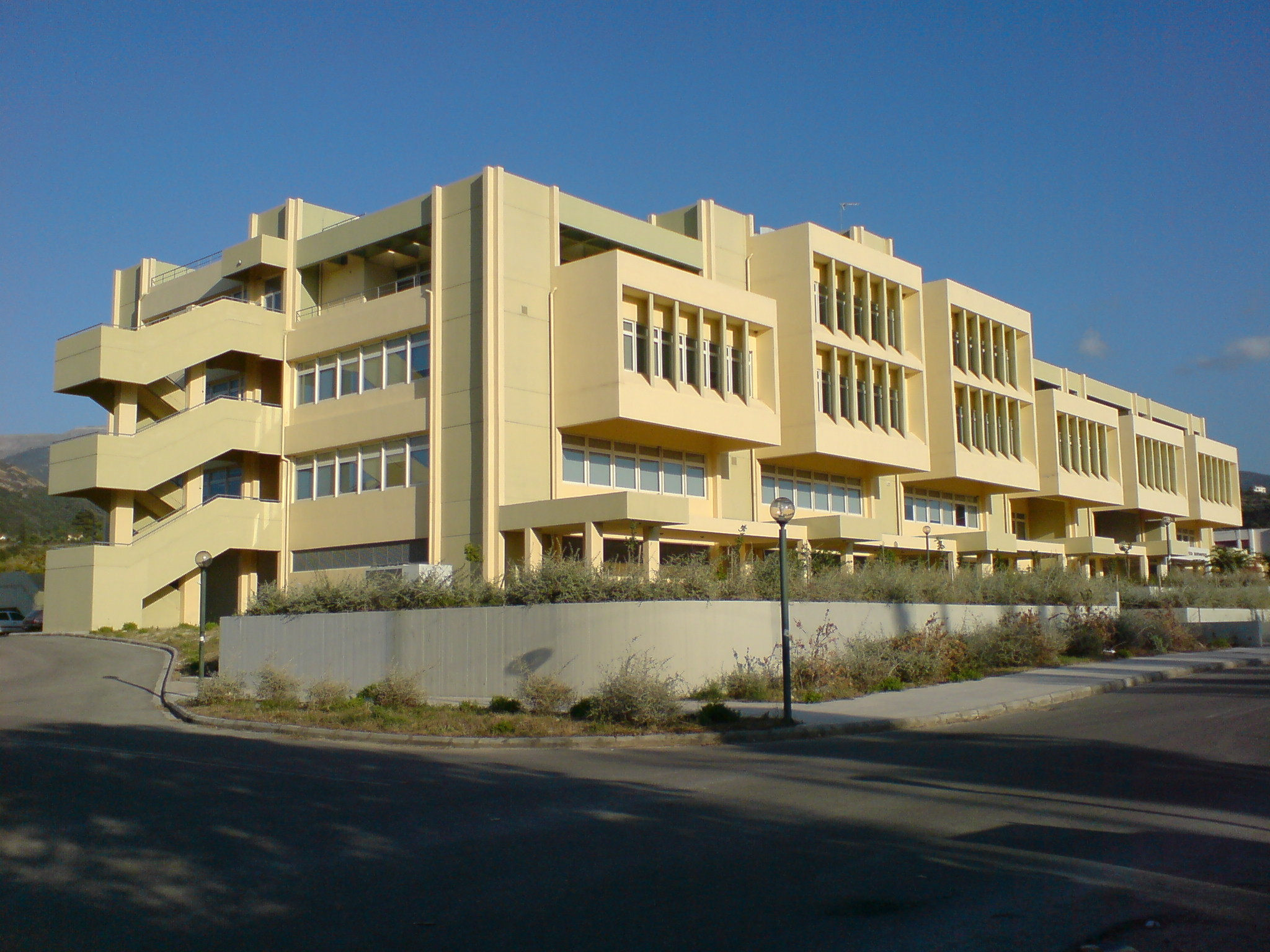
Die Universitätsbibliothek

Mensa

Die Universität Patras (gr. Πανεπιστήμιο Πατρών, Panepistimio Patron) ist die staatliche Universität in der griechischen Hafenstadt Patras. Die Universität Patras mit rund 24.000 Studenten ist die drittgrößte Universität in Griechenland. Neben der Universität des Peloponnes ist diese die einzige Hochschule auf dem Peloponnes. 

## Geschichte
Die Universität wurde 1964 gegründet, am 30. November 1966 war die Eröffnungszeremonie. Ab 1968 zog die Universität auf einen neuen Campus in Rio, 1972 wurde mit 2 Gebäuden der erste Bauabschnitt fertiggestellt (heute sind es 25). 
Während der Zeit der Militärdiktatur „besetzten in Patras [am 16. November 1973] etwa 800 bis 1.000 Studenten ihre Universität“ aus Solidarität mit den aufständischen Athener Studenten des Polytechneions.
1974 fand eine Reform statt, die der Universität umfassende Autonomie zusicherte. So wird der Hochschulsenat jährlich aus Vertretern der Universität gewählt, und nicht wie zuvor, bestimmt.

## Campus
Der Campus befindet sich in Rio (unweit der Rio-Andirrio-Brücke) etwa 7 Kilometer östlich von der Stadt Patras. Es handelt sich um eine Waldfläche von rund 600 Hektar an den Hängen des Monte Panachaico mit einem Blick über den Golf von Korinth (und dem Golf von Patras). Der Campus hat viele Freiräume und ist vor allem mit Olivenbäumen begrünt.

## Fakultäten
Es gibt vier Fakultäten (gr. σχολές) und 22 Fachbereiche (gr. τμήματα):
- Fakultät für Naturwissenschaften  - Σχολή Θετικών Επιστημών
  - Mathematik
  - Physik
  - Chemie
  - Geologie
  - Biologie
  - Materialwissenschaft

- Gesundheitswissenschaftliche Fakultät - Σχολη επιστημών υγείας
  - Medizin
  - Pharmazie

- Fakultät für Ingenieurwissenschaften - Πολυτεχνική Σχολή
  - Architektur
  - Bauingenieurwesen
  - Chemietechnik
  - Maschinenbau und Aeronautik
  - Rechentechnik und Informatik
  - Elektrotechnik und Rechentechnik

- Fakultät für Geisteswissenschaften und Sozialwissenschaften - Σχολή ανθρωπιστικών και κοινωνικών επιστημών
  - Philologie
  - Philosophie
  - Pädagogik
  - Frühpädagogik
  - Theaterwissenschaft

- Selbständige Fachbereiche - Ανεξάρτητα Τμήματα
  - Wirtschaftswissenschaft
  - Betriebswirtschaftslehre

Die Universität leitet das Universitätsklinikum Patras.

## Siegel
Das Siegel der Universität zeigt den Apostel Andreas, (der in Patras gekreuzigt wurde) mit dem Andreaskreuz, dessen Reliquien in der Kirche des heiligen Andreas in Patras aufbewahrt werden.

## Persönlichkeiten
- Anthony Kontaratos (1933–2009), Ingenieur (Professor), vormaliger NASA-Mitarbeiter und Atlantisforscher
- Giorgos J. Dimitriadis  (* 1949), Molekularbiologe und Biochemiker (Professor).
- Stathis Psillos  (* 1965), Philosoph, (Student)